# Хомород (Брашов)
Хомород (рум. Homorod) — село у повіті Брашов в Румунії. Адміністративний центр комуни Хомород.
Село розташоване на відстані 189 км на північ від Бухареста, 50 км на північний захід від Брашова.

## Населення
За даними перепису населення 2002 року у селі проживали 1383 особи.
Національний склад населення села:
| Національність | Кількість осіб | Відсоток |
| -------------- | -------------- | -------- |
| румуни         | 913            | 66,0%    |
| угорці         | 306            | 22,1%    |
| цигани         | 129            | 9,3%     |
| німці          | 34             | 2,5%     |

Рідною мовою назвали:
| Мова      | Кількість осіб | Відсоток |
| --------- | -------------- | -------- |
| румунська | 1042           | 75,3%    |
| угорська  | 303            | 21,9%    |
| німецька  | 30             | 2,2%     |
| циганська | 7              | 0,5%     |